# سیمون آمان
سیمون آمان (به انگلیسی: Simon Ammann) ورزشکار مرد رشتهٔ پرش با اسکی اهل کشور سوئیس است. وی در بین سال‌های ‎۲۰۰۲ تا ۲۰۱۰ میلادی در مسابقات بازی‌های المپیک زمستانی در مجموع ۴ مدال طلا را کسب کرد.